# 申跃
申跃（1978年9月—），辽宁鞍山人，满族，中华人民共和国政治人物，中华全国学生联合会原主席，中华全国青年联合会原副主席，现任长江三峡技术经济发展有限公司总经理。

## 生平
2000年毕业于清华大学土木工程系，获工学学士学位。2000年至2005年就读于清华大学经济管理学院，先后获管理学硕士、博士学位。